# Zinzow
Zinzow ist ein Ortsteil von Boldekow im Landkreis Vorpommern-Greifswald in Mecklenburg-Vorpommern.

## Geografie
Der Ort liegt drei Kilometer westsüdwestlich von Boldekow auf der vorpommerschen Seite des Landgrabens. Die Nachbarorte in Vorpommern sind Zinzow Ausbau und Rubenow im Norden, Ausbau Jägersruh und Boldekow im Nordosten, Boldekow Ausbau im Osten, Kavelpaß und Bauersheim im Südosten und Ausbau Kiekut und Ausbau Katerberg im Nordwesten. In Mecklenburg liegen Friedland und Günthersfelde im Süden, Brille und Bresewitz im Südwesten, Ziegelei Bresewitz im Westen sowie Meierei im Westen.

## Geschichte
Zinzow weist viele Siedlungsmerkmale aus früher Zeit auf. Nordwestlich und südöstlich liegen größere Hügelgräberfelder aus der Bronzezeit (1800 bis 600 v. Chr.), dazu kommt östlich ein slawischer Burgwall (600 bis 1200). Ein sichtbares Bodendenkmal wurde noch nicht klassifiziert, es liegt im Ort nordwestlich und ist entweder ein bronzezeitliches Hügelgrab oder ein frühdeutscher (ab 1230) Turmhügel. Für Letzteres sprechen einige frühdeutsche Keramikfunde. Beweisende Grabungen sind nicht vorgesehen.

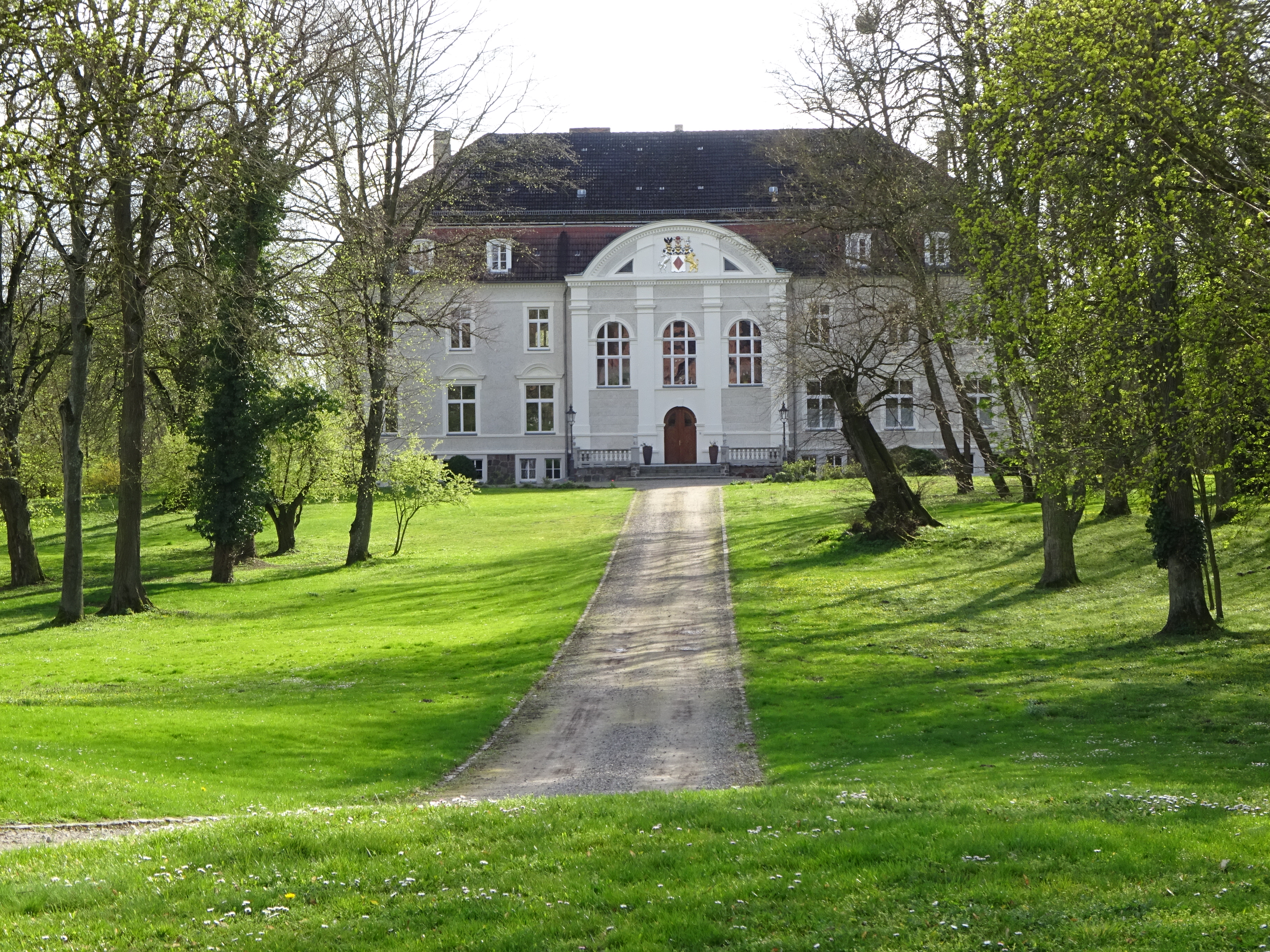
Herrenhaus Zinzow (Hofseite)

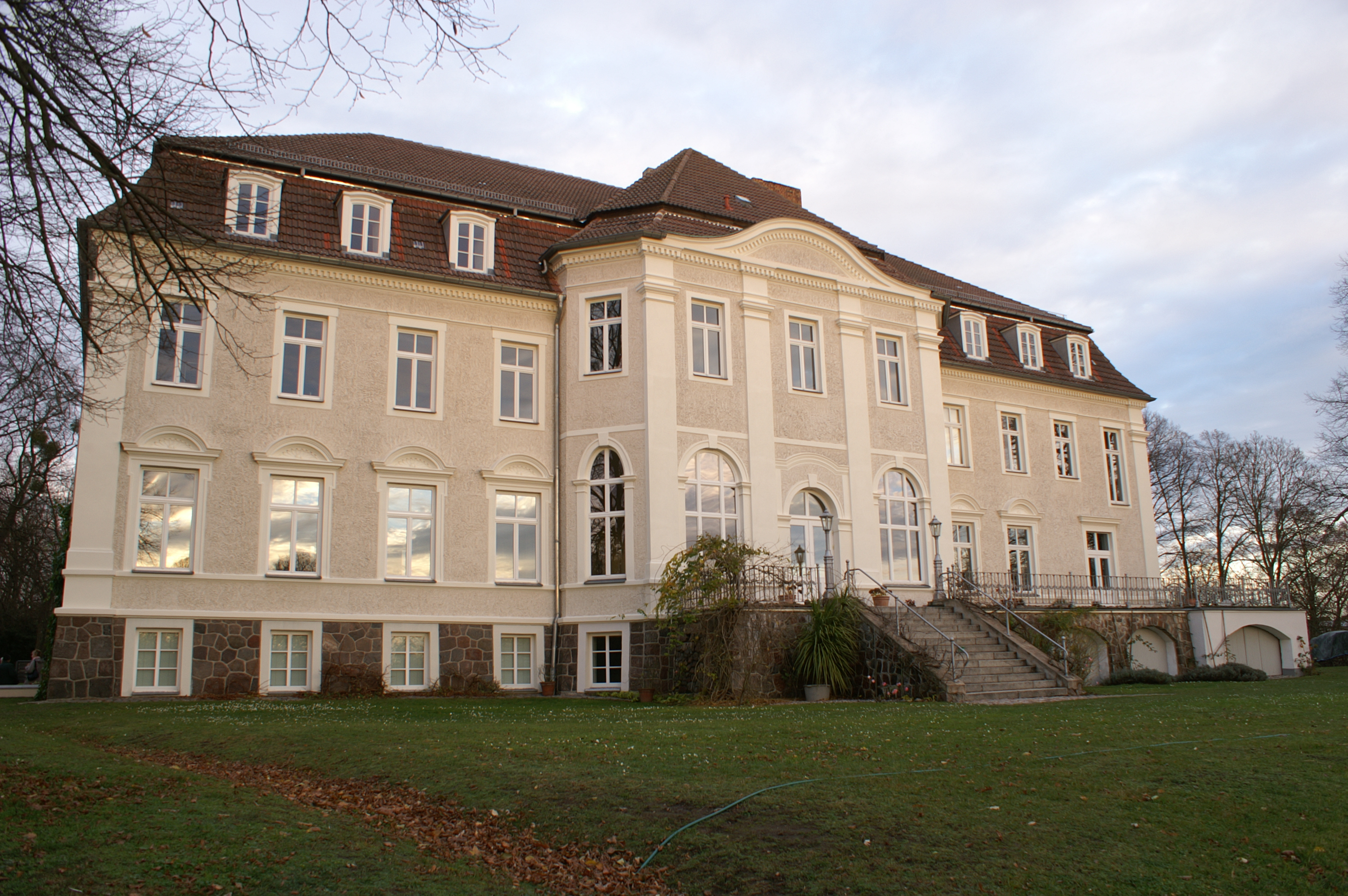
Herrenhaus Zinzow (Parkseite)

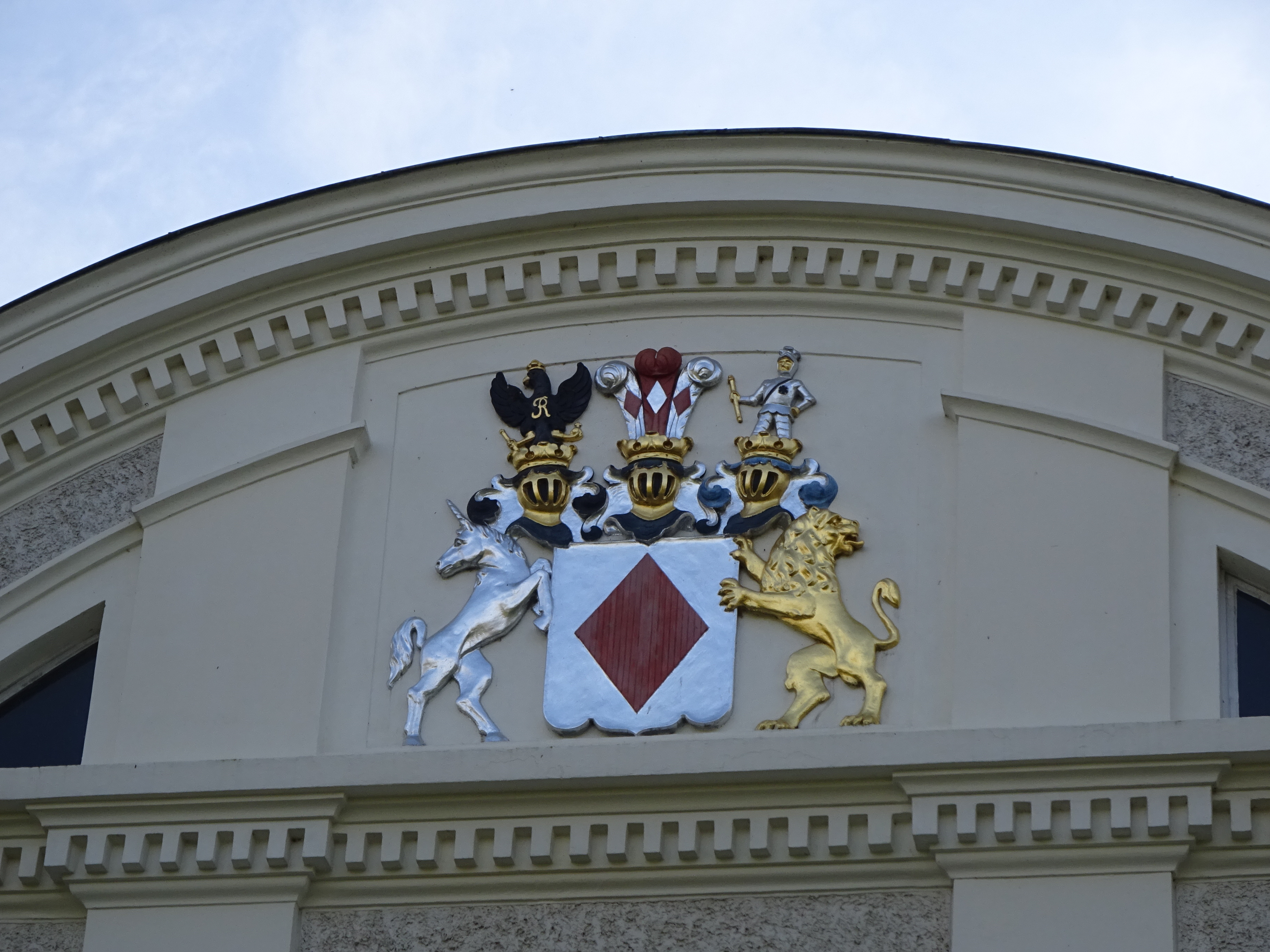
Rundbogengiebel mit Wappenrelief an der Hoffront des Herrenhauses

Zinzow wurde erstmals als „Zinsow“ 1618 in der Lubinschen Karte aufgezeichnet. Der slawische Name wird mit „Heubach“ oder „Wiesenbach“ gedeutet. Mitte des 19. Jahrhunderts hatte das Rittergut Zinzow mit der Ziegelei 195 Einwohner.
Zinzow war ein alter Besitz der Familie von Schwerin, anfänglich als Pertinenz zu Putzar. Später wurde das Gut mit 1119 ha ein eigenständiges Gut einer der vielen Linien der von Schwerin. Gut Zinzow gehörte zum Haus Schwerinsburg. Heinrich Graf Schwerin (1836–1888) auf Putzar, verheiratet mit Charlotte von Mühler, betrieb Zinzow noch als Nebengut. Er war einflussreicher Generallandschaftsdirektor für Pommern (Pommersche Landschaft), preußischer Rittmeister und Johanniterritter. Er teilte dann seine Besitzungen an die Nachfahren neu auf. Der Sohn Maximillian Graf Schwerin (1872–1934) übernahm dann mit seiner Familie Zinzow sowie weitere Güter in den Nachbarkreisen.  Maximillian Graf Schwerin war preußischer Offizier und Rechtsritter im Johanniterorden. Seine Ehefrau Caroline Elisabeth Priŝka von Stieglitz hatte selbst noch einige Jahre Besitz in Südostthüringen und entstammte einer gutbürgerlichen protestantische Familie des so genannten Leipziger Patriziats. In diese Zeit fällt die Gründung der nördlich liegenden ehemaligen Ziegelei Zinzow, heute ist der Standort wüst. Einer der letzten Zieglermeister war Carl Schmidt, ein Nachkomme des Landschöffens Heinrich Schmidt.
Das repräsentative Herrenhaus steht, wie damals üblich, etwas abseits der Gutsanlage im großen und gut erhaltenen Schlosspark. Das Gebäude ist ein zweigeschossiger verputzter Bau über Souterrain mit gestuftem und ausgebautem Mansarddach. Es wurde 1908 im neobarocken Stil von Maximilian Graf jun. von Schwerin errichtet. An Hof- und Gartenseite ist je ein dreiachsiger Mittelrisalit mit Kolossalpilastern, der der Hoffront mit flachen Rundbogengiebel und Wappenrelief. Mit dem Schloss entstand zudem der ausgedehnte Park.
Vor 1939 beinhaltete das Rittergut Zinzow konkret immer noch 1119 ha. Dazu gehörte Rittergut Borntin mit 378 ha. Auf beiden Gütern stand die Schafsviehwirtschaft mit gesamt ca. 1500 Tieren im ökonomischen Mittelpunkt. Die Besitzungen wurden zwei Inspektoren geführt. Zum Komplex gehörte 122 ha Waldbesitz. Letzter Eigentümer vor 1945 war Jürgen Werner Graf von Schwerin.

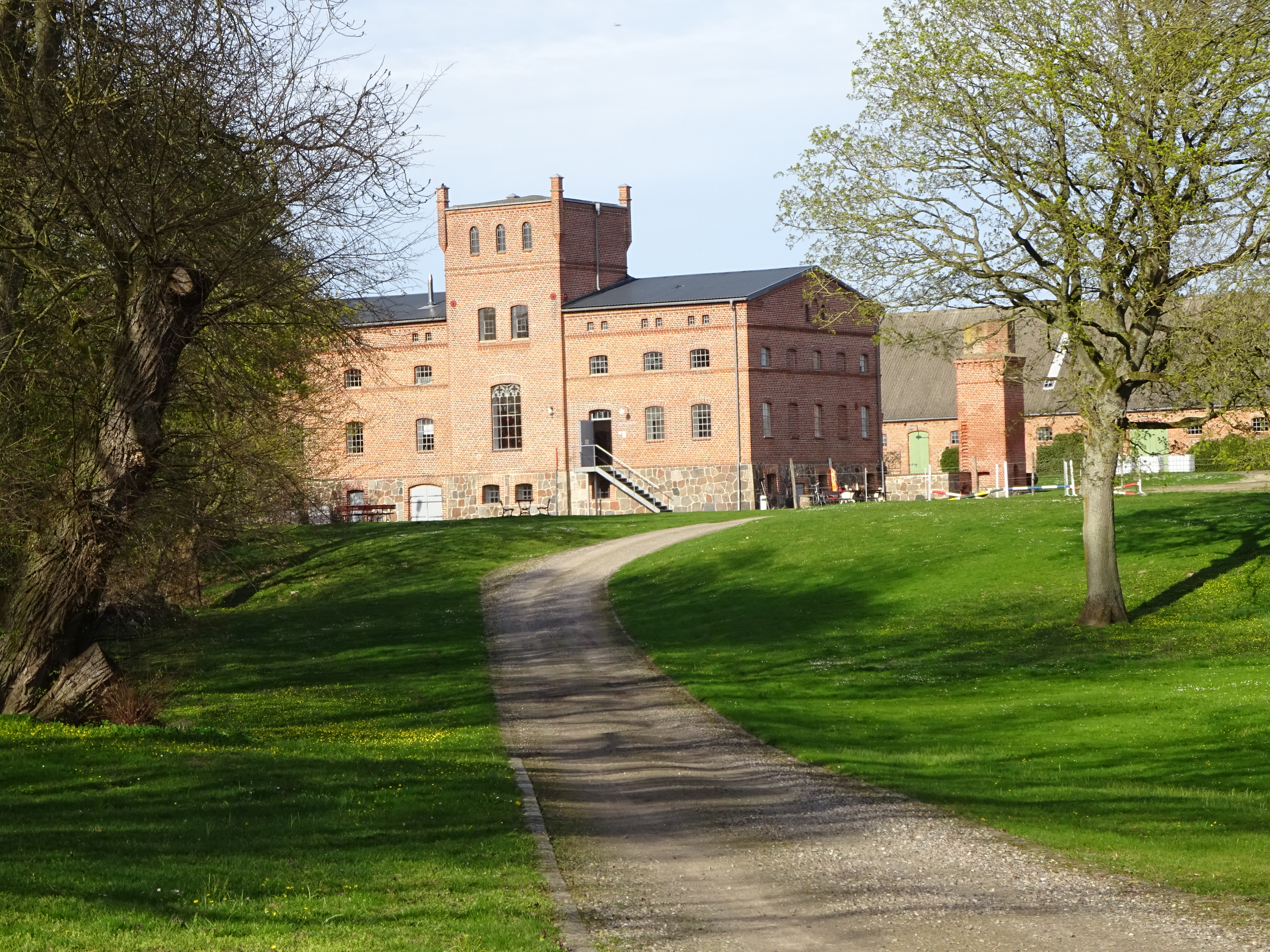
Gutsbrennerei Schloss Zinzow

Seit 1997 ist das Schloss Privateigentum. Im Schloss wurden Gästezimmer eingerichtet. Ausstellungen und Konzerte finden hier statt. Zum Betrieb gehört auch der Gutshof mit der Gutsbrennerei Schloss Zinzow, die als technisches aber auch als architektonisches Denkmal klassifiziert ist.
Am 1. Januar 1999 wurde das bis dahin selbstständige Zinzow nach Boldekow eingemeindet.